# Collessia kirishimana
Collessia kirishimana är en tvåvingeart som först beskrevs av Toyohi Okada 1967.  Collessia kirishimana ingår i släktet Collessia och familjen daggflugor. Inga underarter finns listade i Catalogue of Life.